# Вулиця Італійська (Маріуполь)
Вулиця Італійська — вулиця в Центральному районі міста Маріуполь, Україна.

## Історія
В 20-х роках XIX століття в Маріуполі почали з'являтися перші католики, переважно італійці, або італізовані слов'яни з австрійських провінцій узбережжя Адріатичного моря. Більшістю це були моряки торговельних кораблів, що після служби оселялися в Маріуполі, за вулицею Георгіївською. Одні й другі говорили італійською, тому в місцевих асоціювалися з італійцями, через що маріупольці й назвали вулицю, де ті селилися, Італійською. Організовані поселенцями торговельні фірми процвітали до кінця 50-років, згодом зазнавали збитків, через що їхні власники залишали місто. 5 листопада 1853 року царем Миколою I видано дозвіл на будівництво римо-католицької церкви, на перетині вулиць Італійської та Торгової. Будівництво здійснили на пожертви італійців, зокрема, італійський консул Віктор Емануїл пожертвував 10 тисяч франків. Спорудження завершили 1860 року, 18 жовтня 1960 року храм освячено. В будівництві церкви брав участь молодий Архип Куїнджі. Церкву зруйновано в 30-х роках XX століття, тепер на її місці стоїть житловий будинок.
До 1917 року вулиця починалася від Гамперівського спуску, будинки нумерувалися від Земської вулиці, нижче якої, до гавані, прямувала вулиця Бондарна. На вулиці розміщувалося подвір'я маріупольської пожежної команди (тепер на цьому місці будинок № 40). На перетині з вулицею Харлампіївською до 1937 року розміщувалася редакція грецької газети «Колехтивістис», де проживали її співробітники — Георгій Костоправ та Амфіктіон Димітріу, починали творчий шлях Антон Шапурма та Леонтій Кір'яков. В одному з будинків свого часу проживав військовий лікар Георгій Позе, нагороджений орденами Святого Георгія та Леніна.
На початку XX століття на вулиці, за проєктом головного архітектора міста Віктора Нільсена, було збудоване єпархіальне училище, де готували сільських вчительок. Після революції 1917 року будівля перейшла дитячому будинку, з початку 30-х років, до 1941 року, перебував штаб та казарми стрілецького полку. Під час Другої світової війни тут було гетто, 1943 року будівлю спалено. В 1951 році будинок передали металургійному інститутові, згодом — Приазовський державний технічний університет.
До 28 січня 2016 року носила назву вулиця Апатова. Рішенням сесії Маріупольської міської ради вулиці повернуто історичну назву — Італійська.

## Пам'ятки
- Будинок XIX століття — № 30;
- Будівля колишньої приватної жіночої гімназії Дарій — № 57;
- Будинок німецького консула Бремера (за іншими даними — будинок купця Кирилова[1]) — № 67[4].

На вулиці залишилися руїни будинку підприємця та судновласника Петра Регіра, збудованого на початку XX століття. В ньому проживала родина Регірів та розміщувалося управління пароплавством.